# Iason Abramaszwili
Iason Abramaszwili (gruz. იასონ აბრამაშვილი, ur. 26 kwietnia 1988 w Bordżomi) – gruziński narciarz alpejski, uczestnik Zimowych Igrzysk Olimpijskich w Turynie (2006) oraz w Vancouver (2010), a także mistrzostw świata w 2005, 2007, 2009, 2011 i 2013. Zakwalifikowany do udziału w Igrzyskach w Soczi (2014).
Był chorążym reprezentacji Gruzji na igrzyskach w Vancouver. 29 stycznia 2009 w Schladming zadebiutował w zawodach Pucharu Świata.